# Lombuzaua
Lombuzaua is een bestuurslaag in het regentschap Nias Utara van de provincie Noord-Sumatra, Indonesië. Lombuzaua telt 895 inwoners (volkstelling 2010).